# Gustav Werner (Pfarrer)

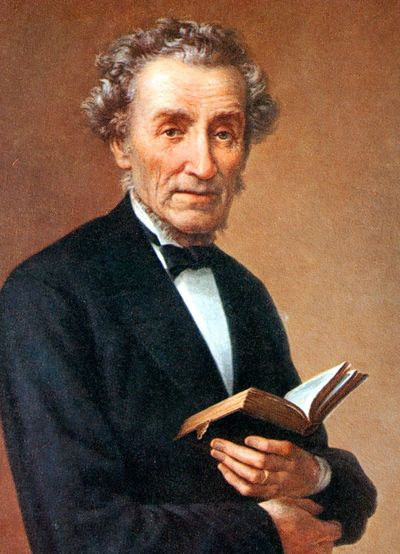
Gustav Werner

Gustav Albert Werner (* 12. März 1809 in Zwiefalten; † 2. August 1887 in Reutlingen) war evangelischer Pfarrer und Gründer der Gustav-Werner-Stiftung.

## Leben
Gustav Werner war ältestes von sechs Kindern des späteren Finanzdirektors von Reutlingen, Johannes von Werner, und dessen Ehefrau, Friedericke Christiane (geb. Fischer). Von 1815 bis 1817 lebte er bei seinen Großeltern in Münsingen, anschließend kam er zu seinem Oheim nach Göppingen. Von 1823 bis 1827 absolvierte Gustav Werner das Evangelische Seminar (Gymnasium) im Kloster Maulbronn und studierte von 1827 bis 1832 Theologie am Tübinger Stift. Anschließend ging er als Privatlehrer nach Straßburg. Dort machte er Bekanntschaft mit dem sozialdiakonischen Lebenswerk von Johann Friedrich Oberlin, das er sich zum Vorbild nahm.

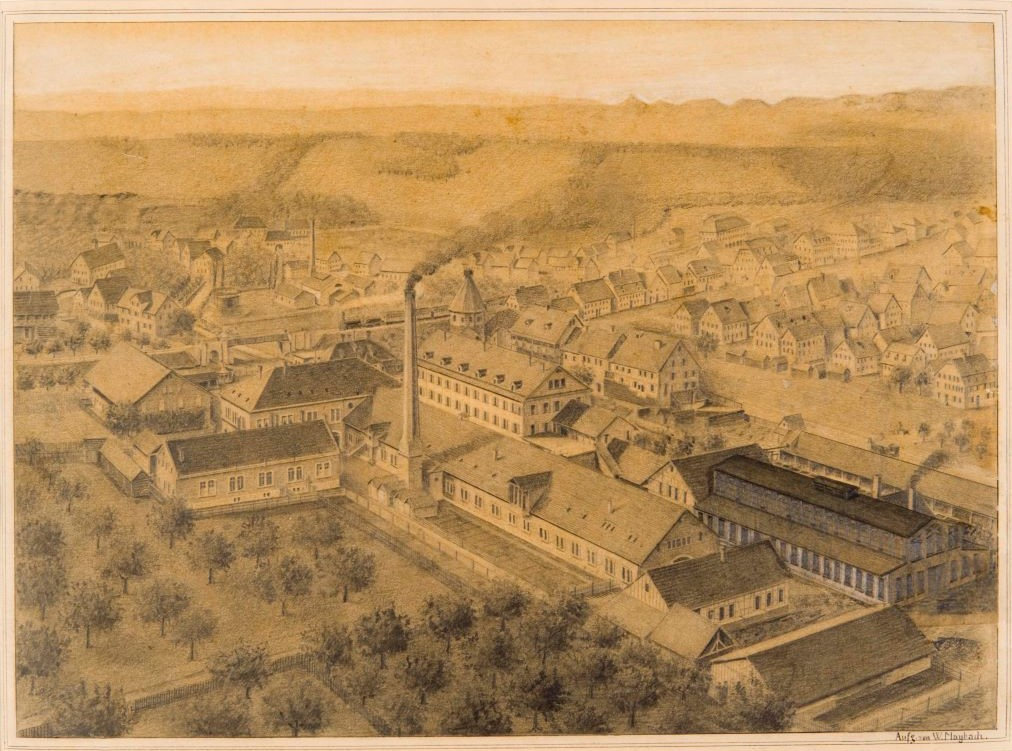
Das Reutlinger Bruderhaus 1865/1866, gezeichnet von Wilhelm Maybach

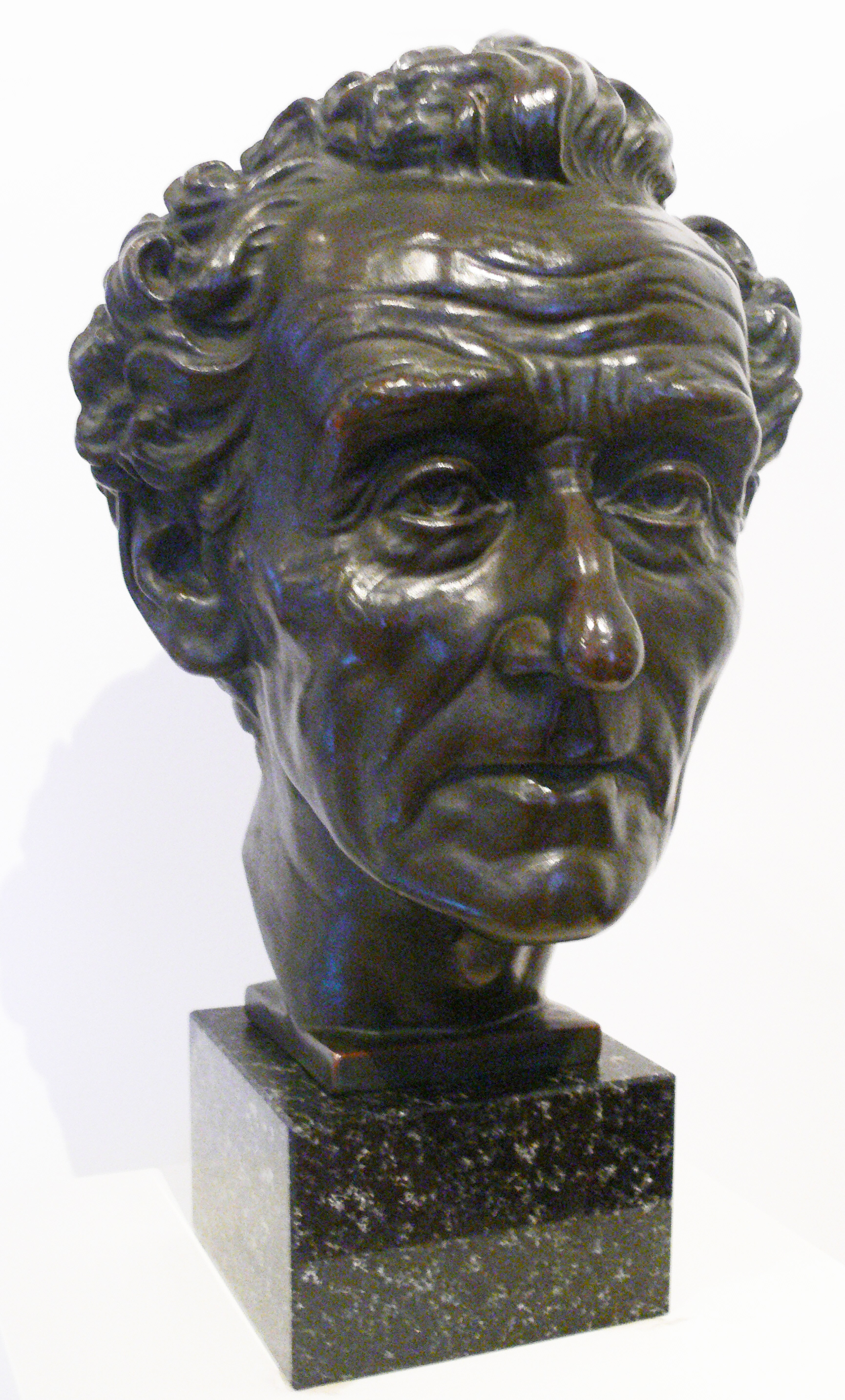
Gustav Werner (Porträtbüste)

1834 wurde Werner Vikar in Walddorf, wo er die erste Kinderrettungsanstalt für Waisenkinder gründete, eine sog. Kleinkinder- und Industrieschule. Anschließend ließ er einige seiner Hausgenossinnen zu den ersten Lehrerinnen ausbilden. Auf Vortragsreisen sammelte er Spenden für diese Einrichtung. Es kam zum Konflikt mit der Kirchenleitung. Daraufhin zog Werner 1840 mit zwei Mitarbeiterinnen und zehn Kindern in eine 5-Zimmer-Wohnung in Reutlingen, genannt Gottes-Hilfe, und gründete dort ein „Rettungshaus“. Am 8. November 1841 heiratete er Albertine Zwißler. Bereits 1848 wurden im Rettungshaus an die 80 Waisenkinder versorgt:

„Im Kreise dieser Kinder konnte Vater Werner die ganze Wärme seines liebevollen Gemüts ausstrahlen lassen, und in der Arbeit an ihnen verklärte und reinigte sich sein Wesen, das ja von Natur etwas weiblich Zartes, mütterlich Fürsorgendes hatte, je länger je mehr. Er trachtete danach, seinen Kindern in Wahrheit die Familie zu ersetzen. ‚Das gesetzliche Wesen‘ sagte er, welches meistens in der Anstaltserziehung herrscht, wirkt nur zu oft lähmend, ja tötend auf den göttlichen Lebenskeim, welchen die Elternliebe im Kinde allein sorgsam genug zu pflegen und zu erziehen versteht. Was ich auf die Kinder hauptsächlich wirken lassen möchte, das ist die Sonne der Mütterlichkeit, weil unter ihrem Einfluss die Kinder am besten gedeihen.‘“

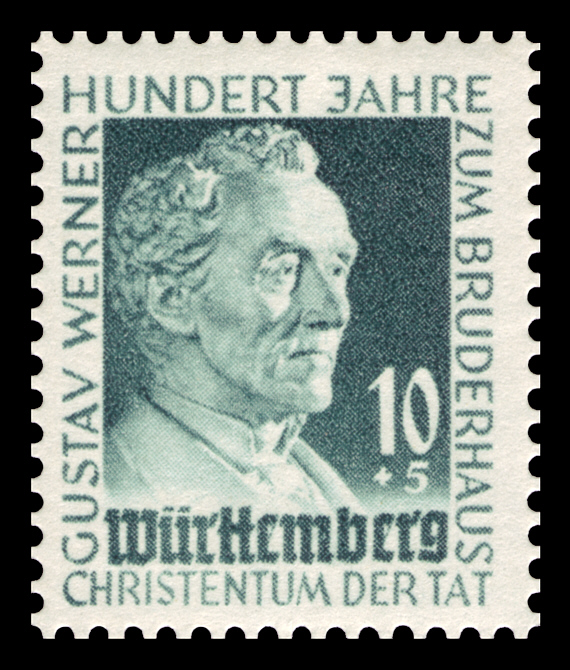
Briefmarke von 1949

Bald fügte er seinem „Rettungshaus“ einen Handwerksbetrieb hinzu. 1855 wurde die Anstalt erstmals Bruderhaus genannt, bevor 1881 die Stiftungsurkunde der Gustav-Werner-Stiftung zum Bruderhaus abgefasst wurde. Drei Jahre vor seinem Tod wurde Gustav Werner 1884 die Ehrenbürgerwürde der Stadt Reutlingen verliehen.
Es entstanden in Reutlingen auch die Maschinenfabrik zum Bruderhaus und die Papiermaschinenfabrik zum Bruderhaus. Zudem wurde 1861 in Dettingen an der Erms die Papierfabrik zum Bruderhaus eröffnet, die 1981 an Arjowiggins verkauft wurde.
2004 fusionierte die Gustav-Werner-Stiftung zum Bruderhaus mit der Haus am Berg GmbH, Bad Urach, und fungiert seither als BruderhausDiakonie. Stiftung Gustav Werner und Haus am Berg mit Sitz in Reutlingen.

## Theologische Einordnung
In Werners Werk, das eben besonders von Johann Friedrich Oberlin angeregt wurde, sowie in seinem undogmatischen Denken, in dem sich Gedanken vom schwedischen Theosophen Emanuel Swedenborg finden, steht die Hoffnung vom anbrechenden Reich Gottes im Mittelpunkt. So sei die „Durchdringung des Volkslebens mit christlicher Liebe und Gerechtigkeit“ die zentrale Aufgabe der Kirche, womit sie in das „johanneische [Zeitalter] der Liebe“ übergehe.

## Zitat
- „Was nicht zur Tat wird, hat keinen Wert!“
- „Es ist […] mein unablässiges Streben, der Kirche zu ihrer Vollendung, dem Reich Gottes zu seiner Verwirklichung, der seufzenden Kreatur zu ihrer Erlösung zu helfen.“[3]

## Werke
- Oelblatt. Verkehr des Mutterhauses mit den Seinen, Reutlingen 1853.
- Reden aus dem Wort. Eine Predigtsammlung, Stuttgart 1863.
- Sendebriefe an die Brüder aus dem Mutterhaus Reutlingen, Band 1 1853–1863, Reutlingen 1863.
- Sendebriefe an die Brüder aus dem Mutterhaus Reutlingen, Band 2 1864–1876, Reutlingen 1876.

## Gedenktag
1. August im Evangelischen Namenkalender.